# Мельбах
Мельбах (нім. Mehlbach) — громада в Німеччині, розташована в землі Рейнланд-Пфальц. Входить до складу району Кайзерслаутерн. Складова частина об'єднання громад Оттербах-Оттерберг.
Площа — 9,01 км2. Населення становить 1081 ос. (станом на 31 грудня 2020).